# Sonic Compilation
Sonic Compilation fue la primera colección de videojuegos del personaje Sonic, incluyendo tres juegos para Mega Drive, lanzado por SEGA en 1995.
Los videojuegos incluidos en la colección son:
- Sonic the Hedgehog
- Sonic the Hedgehog 2
- Dr. Robotnik's Mean Bean Machine

Los juegos se mantienen intactos, incluyendo trucos, menús, configuración... La única novedad es un menú en el que puedes seleccionar cualquiera de los tres juegos, cuya música de fondo y sonidos están sacados de Dr. Robotnik Mean Bean Machine. Una vez dentro de un juego, no hay forma de volver al menú sin resetear la consola.

## Curiosidades
- Fue lanzado en Norteamérica en 1997 bajo el nombre Sonic Classics.
- Una versión anterior del recopilatorio tenía el texto sombreado.

- Datos: Q7514182
- Multimedia: Sonic Compilation / Q7514182